# Ouled Brahim (Saïda)
Ouled Brahim (în arabă أولاد ابراھيم) este o comună din provincia Saïda, Algeria.
Populația comunei este de 19.711 locuitori (2008).